# 1978年アジア競技大会におけるバスケットボール競技
1978年アジア競技大会におけるバスケットボール競技（1978ねんアジアきょうぎたいかいにおけるバスケットボールきょうぎ）は12月9日から19日まで行われた。

## 男子

### 最終結果
| 順位 | 国         |
| ---- | ---------- |
| 金   | 中国       |
| 銀   | 韓国       |
| 銅   | 北朝鮮     |
| 4    | 日本       |
| 5    | フィリピン |
| 6    | タイ       |
| 7    | マレーシア |
| 8    | パキスタン |
| 9    | イラク     |
| 10   | クウェート |
| 11   | 香港       |
| 12   | カンボジア |
| 13   | バーレーン |
| 14   | カタール   |

## 女子

### 最終結果
| 順位 | 国         |
| ---- | ---------- |
| 金   | 韓国       |
| 銀   | 中国       |
| 銅   | 日本       |
| 4    | タイ       |
| 5    | マレーシア |